# Урочище Степная жемчужина
Урочище «Степная жемчужина» — действующий гидрологический памятник природы, расположенный в Шелковском районе Чеченской Республики в 500 м к западу от трассы Грозный-Кизляр и в 3 км к северо-западу от села Воскресеновское.

## Описание
Представляет собой сеть мелких водоемов и озёр общей площадью 1251 гектар. Из этой площади водная поверхность составляет около 975 га, суша — 276 га, в том числе: лесопокрытая — менее 50 га; сельхозугодья — менее 50 га. Средняя глубина водоёмов 1,5 м, максимальная достигает 2,2 м. Берега пологие, дно плоское, илистое, в мелководьях произрастают тростниковые плавни. Вокруг урочища растут деревья и кустарники. С юга и востока к урочищу прилегают сады и виноградники. На северо-востоке располагаются пойменные леса низовий Терека.
Гидрологический режим озёр сильно зависит от деятельности человека. Питание озёр происходит за счёт ирригационных каналов, связанных с Тереком. Вода пресная или солоноватая с неизвестным уровнем минерализации. Летом из-за высокого содержания органических веществ качество воды снижается. Зимой на короткое время образуется ледовый покров. Гидробиологические параметры водоёмов не изучены.
В урочище гнездятся и останавливаются во время миграций редкие и охраняемые виды птиц, внесённые в Красные книги России и Чечни: малый баклан, огарь, белоглазый нырок, курганник, фазан, журавль-красавка, стрепет, авдотка, ходулочник, шилоклювка, степная тиркушка, малая крачка, филин.
В 2010 году с целью защиты водоёмов от разлагающейся массы тростниковой растительности в них было выпущено около 400 тысяч мальков белого амура, белого и серого толстолобика.
Имеет статус особо охраняемой природной территории республиканского значения.